# Маккласки, Эбигейл
Эбигейл Маккласки (англ. Abigail McCluskey; род. 26 июня 1996 года, в Пентиктоне, провинция Британская Колумбия) — канадская конькобежка.

## Биография
Эбигейл Маккласки родилась в Пентиктоне, но начала заниматься шорт-треком в возрасте 14-лет в Келоуне, где располагался ближайший клуб, а в 16 лет занялась конькобежным спортом. В 9 классе она ездила раз в неделю и тренировалась под руководством Нэнси Гоплен, а в 10-11 классе уже по 2-3 раза в неделю. После окончания средней школы она переехала в Калгари и тренировалась в Олимпийском овале. Выступает за клуб "Kelowna Speed Skating Club".
Впервые Маккласки представляла Канаду на международной арене на чемпионате мира среди юниоров 2015 года, где заняла 7-е место в беге на 500 метров и 9-е места на дистанциях 1000 и 1500 метров. В 2016 году также участвовала на юниорском первенстве. В 2018 году начала выступать на этапе Кубка мира среди юниоров и сразу добралась до подиума. На национальном чемпионате Канады в октябре 2019 года она заняла несколько 4-х мест и вошла в состав национальной сборной. 
В феврале 2020 года на чемпионате мира на отдельных дистанциях в Солт-Лейк-Сити Маккласки заняла 19-е место на дистанции 1500 метров и 24-е на 1000 метров. На чемпионате мира в спринтерском многоборье в Хамаре заняла 21-е место в общем зачёте классификации. Через год на чемпионате мира на отдельных дистанциях в Херенвене на дистанции 300 метров стала 18-й, а на 1500 метров - 21-й, а в командной гонке была запасной, в которой её подруги завоевали серебряную медаль.

## Личная жизнь
Эбигейл Маккласки любит домашних животных, а также ей нравится выпечка и заниматься садоводством.